# Audrey Niffenegger
Audrey Niffenegger, född 13 juni 1963 i South Haven i Michigan, är en amerikansk författare, konstnär och akademiker.